# كونفدرالية أوروبية

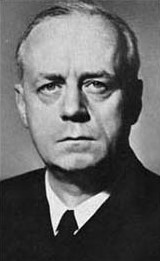
يواكيم فون ريبنتروب خلال محاكمات نورمبرغ

كونفدرالية أوروبية (بالألمانية: Europäischer Staatenbund)‏ كانت مؤسسة سياسية للوحدة الأوروبية، وهي جزء من إعادة هيكلة أوسع (Neuordnung)، اقترحها وزير الخارجية الألماني يواكيم فون ريبنتروب في مارس 1943. تم رفض الخطة من قبل الفوهرر أدولف هتلر.
وقد جادل بعض المؤرخين بأن المفهوم كان في المقام الأول أداة دعاية، بينما رأى آخرون أن هناك حماسًا حقيقيًا للوحدة الأوروبية بين الزعماء السياسيين والمثقفين النازيين والفاشيين، حيث تمت الإشارة إلى هذا المفهوم في مذكرات ومحادثات حكومية سرية.

## خلفية
كان بعض الأفراد في وزارة الخارجية الألمانية مهتمين بـ «المسألة الأوروبية»، وتعاونوا مع معهد Auslandswissenschaftliches (DAWI ؛ المعهد الألماني للدراسات الأجنبية) بشأن تأمين قرار بشأن هذه المسألة. كان مخططو أوروبا المؤثرون هم فيرنر دايتز وفرانز سيكس وكارل ميريل، الذين قدموا أوراقًا ودراسات حول الأسس الفكرية لأوروبا الموحدة تحت القيادة الألمانية النازية.
بعد عدد من الدراسات الأولية والمسودات، تم تقديم مذكرة في مارس 1943، والتي حددت الخطوات اللازمة لإضفاء الطابع الرسمي على الاتحاد. في 5 أبريل 1943، أصدر ريبنتروب تعليمات لإنشاء «اللجنة الأوروبية» ((بالألمانية: Europa-Ausschuß)‏ من 14 دبلوماسيًا في وزارة الخارجية، والتي كانت مهمتها «جمع المواد وإعداد البيانات لاستخدامها في التسوية المستقبلية للنظام الأوروبي الجديد بعد انتهاء الحرب».

## تخطيط

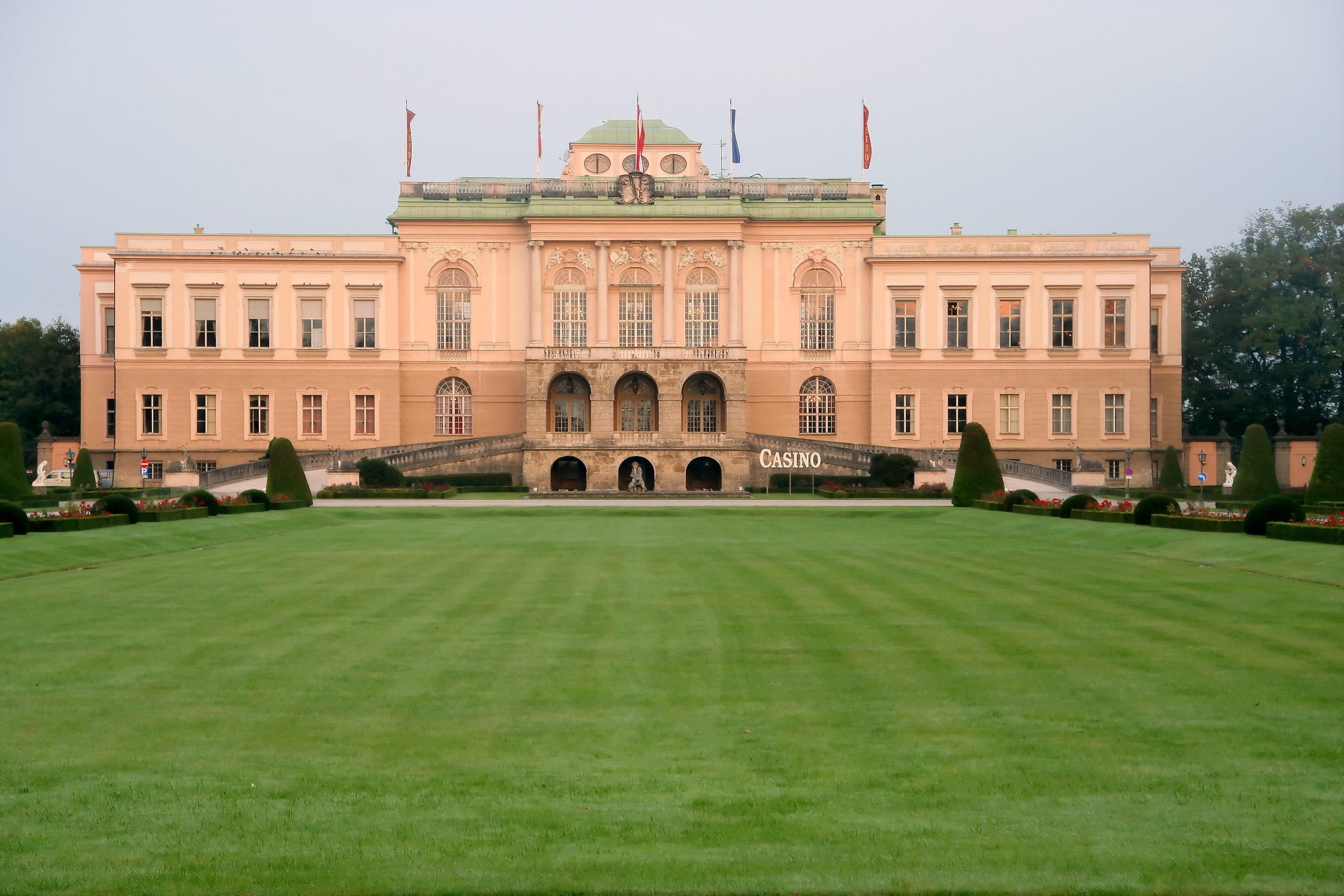
قصر Klessheim، سالزبورغ.

يتصور ريبنتروب أنه بمجرد أن حققت ألمانيا انتصارًا عسكريًا كبيرًا، سيتم دعوة رؤساء الدول المعنية إلى مكان آمن للاجتماعات (بعيدًا عن متناول قاذفات الحلفاء) مثل سالزبورغ (ربما في قصر كلشيم) أو فيينا، حيث صك لوضع الاتحاد في حيز الوجود سيتم توقيعه رسميا. وكانت الدول المعنية هي ألمانيا وإيطاليا وفرنسا والدنمارك والنرويج وفنلندا وسلوفاكيا والمجر ورومانيا وبلغاريا وكرواتيا وصربيا واليونان. كانت مشاركة أسبانيا متوقعة ولكنها غير مؤكدة في نظر الحياد الإسباني خلال الحرب العالمية الثانية. تنص مذكرة مارس 1943 على أنه إذا تم إنشاء أي دول أخرى في المناطق التي تحتلها ألمانيا حاليًا، فستتم دعوة هذه الدول أيضًا للانضمام. لم يكن من المتوقع انضمام السويد وسويسرا والبرتغال طالما استمرت الحرب، ولكن لم يُنظر إلى عضويتهم على أنها ذات أهمية كبيرة.

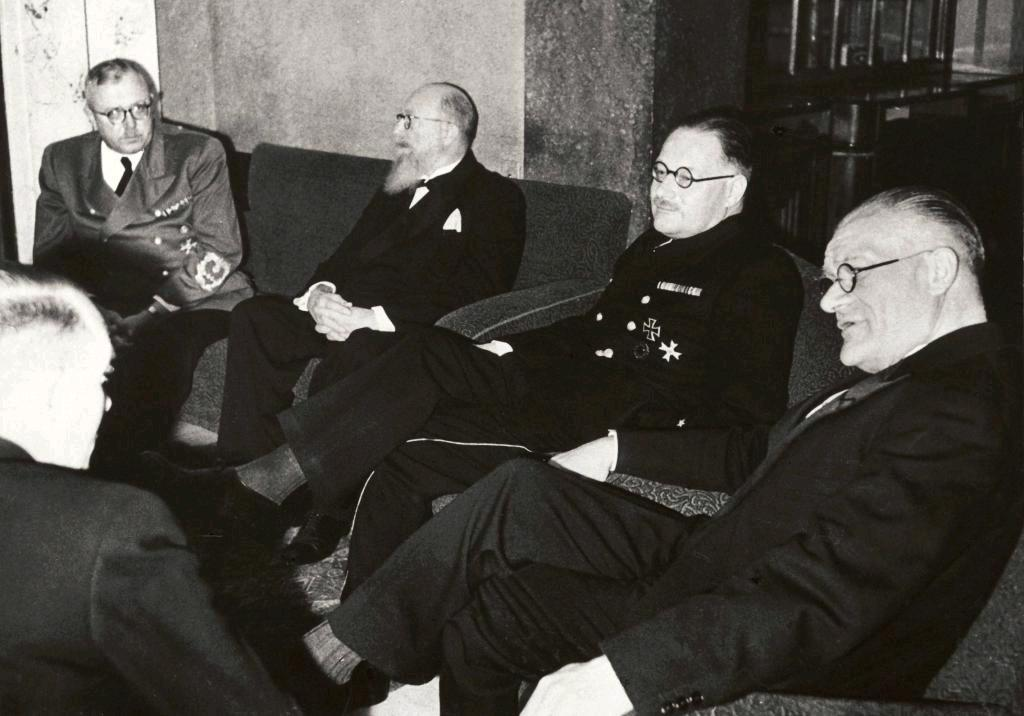
سيسيل فون رينت فينك (الثالث من اليسار) في عام 1941

قدم الدبلوماسي سيسيل فون رينت فينك مشروعًا إلى ريبنتروب ناقش أيضًا إمكانية انضمام دول البلطيق وبلجيكا وهولندا وحتى روسيا في ظل حكم حركة فلاسوف إلى الاتحاد. يذكر المسودة أيضًا أن قبول الدول التي كان من المتوقع ضمها إلى ألمانيا الكبرى لن يحرض هذه البلدان على النزعة القومية، ولكنه سيكون الخطوة الأولى في جذبهم إلى المجال السياسي بألمانيا (انظر الرايخ الجرماني الأكبر). قبول بولندا في الاتحاد كان وفقا لرينت فينك غير وارد.
ينص مشروع القانون على أن الاتحاد كان لضمان عدم اندلاع الحروب مرة أخرى بين الشعوب الأوروبية. الأعضاء هم دول ذات سيادة تضمن الحرية والشخصية الوطنية والاستقلال السياسي للدول الأعضاء الأخرى.
كان تنظيم الشؤون الداخلية لكل دولة عضو هو القرار السيادي لكل منهما. كان على الدول الأعضاء الدفاع عن مصالح أوروبا وحماية القارة من الأعداء الخارجيين. تم إعادة تنظيم الاقتصاد الأوروبي في اتفاق متبادل بين الدول الأعضاء، مع إلغاء العادات الداخلية وغيرها من الحواجز تدريجيا. كان من المقرر تطوير شبكات السكك الحديدية عبر أوروبا، والطريق السريع، والمجاري المائية، وشركات الطيران وفقًا لخطة مشتركة. كان من المفترض أن يستند الاتحاد جزئيًا إلى معاهدات دبلوماسية سابقة موقعة بين قوى المحور والميثاق الإيطالي الألماني للحديد والميثاق الثلاثي والميثاق المضاد للكومنترن.
إن مسألة التعديلات الإقليمية المحتملة، مثل البنات والحدود الهنغارية الرومانية ومطالبات إيطاليا بالأراضي الفرنسية، لم يتم التعامل معها بموجب قانون الاتحاد، ولكن كان سيتم إصدارها في تسويات سلام نهائية منفصلة.

## هدف
كان المشروع هو التأكيد لحلفاء ألمانيا على أن استقلالهم سيُحترم بعد الحرب، وأيضاً لإعطاء الانطباع للسوفيات والحلفاء الغربيين بأن أوروبا كلها وقفت متحدة، وأن الحلفاء لم يقاتلوا من أجل تحرير أوروبا. الدول، ولكن ضد الوحدة الأوروبية، مما يجعل الدعاية الأمريكية والبريطانية المعادية لألمانيا عاجزة. إن الدعوة الواضحة للكونفدرالية ستسمح للألمان أيضًا بتجنيد المزيد من الرجال من أجل فافن إس إس من البلدان المحتلة، وإجبارهم على تعزيز جهودهم الحربية في المجالات الشخصية والمادية. كذلك، فإن الاتحاد الكونفدرالي سوف يردع الدول المحايدة في أوروبا عن الانحياز إلى معسكر الحلفاء.

## الاستقبال بين قوى المحور
كان رئيس الوزراء الفرنسي (فيشي) بيير لافال متحمسًا للاقتراح، وفي وثيقة لهتلر كتب أن فرنسا مستعدة للتضحيات الإقليمية في تونس والساس لورين لتحقيق «مناخ من الثقة» في أوروبا. وذكر أيضًا أن فرنسا يجب أن تستعد للانضمام إلى الاتحاد الجمركي، وكانت مستعدة لقبول الاحتلال العسكري الألماني لساحل المحيط الأطلسي الفرنسي على المدى الطويل إذا كان ذلك ضروريًا لحماية القارة. كما أعرب عن أمله في ألا تستبعد هذه الإجراءات ألمانيا وإيطاليا من السماح لفرنسا باستعادة «موقع مناسب لماضيها القاري والاستعماري» في المستقبل.

## رفض هتلر
رفض أدولف هتلر الخطة، حيث كانت رؤيته لأوروبا ما بعد الحرب واحدة من الهيمنة الألمانية الكاملة. سجل إرنست فون فايتسكر في مذكراته موقف هتلر في هذا الشأن. في 13 أبريل 1943، كتب «إعادة تنظيم أوروبا: لا يوجد حماس لهذه الفكرة من جانبنا؛ بيان jejune الحالي هو حل وسط بين طرفين». في الخامس من أيار (مايو) 1943، تم توضيح «السبب الذي يجعلنا لا ننجر إلى الحديث عن» النظام الجديد «في أوروبا بشكل سري من قِبل الفوهرر: جيراننا هم جميع أعدائنا؛ يجب أن نخرج كل ما في وسعنا، لكن لا يمكن ولا يجب أن يعدهم بأي شيء».